# Muhammad Iqbal
Sir Muhammad Iqbal (tiếng Urdu:  محمد اقبال)Sir Muhammad Iqbal (tiếng Urdu: محمد اقبال) (tháng 9 năm 1877 - 21 tháng 4 năm 1938), còn được gọi là Allama Iqbal (tiếng Urdu: علامہ اقبال), là một nhà triết học, nhà thơ và nhà chính trị ở Ấn Độ thuộc Anh được coi là người đã tạo ra cảm hứng cho phong trào Pakistan. Ông được coi là một trong những nhân vật quan trọng nhất trong văn học Urdu với tác phẩm văn học sáng tác bằng cả tiếng Urdu và tiếng Ba Tư.
Allama Muhammad Iqbal đã đề xuất việc tạo lập một quê hương riêng biệt cho những người Hồi giáo Ấn Độ. Tuy nhiên, Iqbal cũng đã viết Tarana-e-Hind nói lên niềm tin vào một nước Ấn Độ thống nhất và hùng mạnh. Cuốn sách The Reconstruction of Religious Thought in Islam (Tái thiết Tư tưởng Tôn giáo trong Đạo Hồi) của ông là một tác phẩm lớn của triết học Hồi giáo hiện đại.
Iqbal được người Pakistan, Ấn Độ và các học giả văn học quốc tế ngưỡng mộ như một nhà thơ cổ điển nổi bật. Mặc dù Iqbal được biết nhiều nhất là một nhà thơ nổi tiếng, ông cũng là một được mọi người ca ngợi là "nhà tư tưởng triết học Hồi giáo thời hiện đại". Cuốn sách thờ đầu tiên của ông Asrar-e-Khudi bằng tiếng Ba Tư vào năm 1915, và cuốn sách khác của thơ bao gồm Rumuz-i-Bekhudi, Payam-i-Mashriq và Zabur-i-Ajam. Trong số này các tác phẩm bằng tiếng Urdu được biết đến là Bang-i-Dara, Bal-i-Jibril, Zarb-i Kalim và một phần của Armughan-e-Hijaz. Tại Iran và Afghanistan, ông đã nổi tiếng là Iqbāl-e Lāhorī (اقبال لاهوری) (Iqbal của Lahore), và ông được đánh giá cao nhất cho tác phẩm bằng tiếng Ba Tư. Cùng với các tác phẩm thơ bằng tiếng Urdu và Ba Tư thơ, các bài giảng và văn học bằng tiếng Urdu và tiếng Anh có ảnh hưởng rất lớn trong các tranh chấp văn hóa, xã hội, tôn giáo, chính trị trong nhiều năm. Năm 1922, ông được vua George V của Vương quốc Anh phong tước hiệu hiệp sĩ với danh hiệu "Sir".
Trong khi nghiên cứu pháp luật và triết học ở Anh, Iqbal đã trở thành một thành viên chi nhánh London của Liên đoàn Hồi giáo Ấn Độ. Sau đó, trong một bài phát biểu nổi tiếng nhất của ông Iqbal thôi thúc việc tạo lập một nhà nước Hồi giáo ở Tây Bắc Ấn Độ. Điều này đã diễn ra trong bài phát biểu chủ tịch của ông trong phiên họp của Liên đoàn. Ông là bạn rất thân với người sáng lập của Pakistan, Mohammad Ali Jinnah..
Trong phần lớn Nam Á và thế giới nói tiếng Urdu, Iqbal được coi là Shair-e-Mashriq (شاعر مشرق) (Nhà thơ của phương Đông). Ông còn được gọi là Muffakir-e-Pakistan (مفکر پاکستان) (nhà tư tưởng của Pakistan) và Hakeem-ul-Ummat (حکیم الامت) (Sage Ummah). Chính phủ Pakistan chính thức gọi ông là một "nhà thơ quốc gia". Sinh nhật của ông Yōm-e Welādat-e Muḥammad Iqbāl (یوم ولادت محمد اقبال) hoặc (Iqbal Day) là một ngày nghỉ lễ công chúng tại Pakistanb.

## Tiểu sử
Iqbal sinh ra ở Sialkot, trong tỉnh Punjab của Ấn Độ thuộc Anh (nay là Pakistan). Tổ tiên của ông là Kashmiri Pandits, Brahmins của dòng họ Sapru từ Kashmir đã chuyển sang Hồi giáo. Vào thế kỷ 19, khi người Sikh đang nắm quyền cai trị Kashmir, ông nội của ông đã di cư đến Punjab. Iqbal thường đề cập và hồi tưởng về dòng dõi Kashmiri Pandit Brahmin của mình trong các tác phẩm của ông.

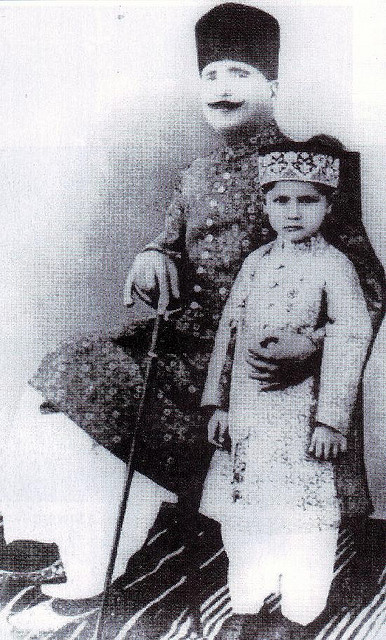
Allama Iqbal với con trai Javid Iqbal năm 1930

Cha của Iqbal, Shaikh Noor Mohammad, là một thợ may, không được học hành bài bản nhưng là một người sùng đạo. Mẹ Iqbal, Imam Bibi, là một phụ nữ lịch lãm và khiêm tốn giúp đỡ người nghèo và giải quyết các vấn đề của những người hàng xóm. Bà qua đời ngày 09 tháng 11 năm 1914 ở Sialkot.
Iqbal lên 4 khi vào học kinh Qur'an trong một nhà thờ Hồi giáo, ông học tiếng Ả Rập từ thầy giáo Syed Mir Hassan, người đứng đầu madrassa và giáo sư tiếng Ả Rập tại Scotch Mission College ở Sialkot, nơi Iqbal hoàn tất matriculation năm 1893. Ông nhận Intermediate với văn bằng Faculty of Arts từ Murray College Sialkot năm 1895. Cùng năm đó, ông nhận bằng cử nhân ngành triết học, văn học Anh và tiếng Ả Rập là các môn học của ông từ Government College Lahore vào năm 1897, và đã giành huân chương Khan Bahadurddin FS Jalaluddin do ông được điểm cao hơn trong lớp học tiếng Ả Rập. Năm 1899, ông đã nhận được bằng thạc sĩ từ cùng một trường đại học và xếp hạng nhất ở Đại học Punjab, Lahore.
Iqbal đã kết hôn ba lần, năm 1895 lúc dang học cử nhân ông đã kết hôn lần đầu với Karim Bibi, con gái bác sĩ Gujarat Khan Bahadur Ata Muhammad Khan, thông qua một cuộc hôn nhân sắp đặt. Họ có con gái Miraj Begum và con trai Aftab Iqbal. Sau đó cuộc hôn nhân thứ nhì của Iqbal là với mẹ Sardar Begum của Javid Iqbal và cuộc hôn nhân thứ ba với Mukhtar Begum tháng 12 năm 1914.